# نگچویجتسه (شهرستان لگنگتسا)
نگچویجتسه (به لاتین: Niedźwiedzice) یک روستا در لهستان است که در گمینا خوینوو واقع شده‌است.